# Dampfzugmaschine

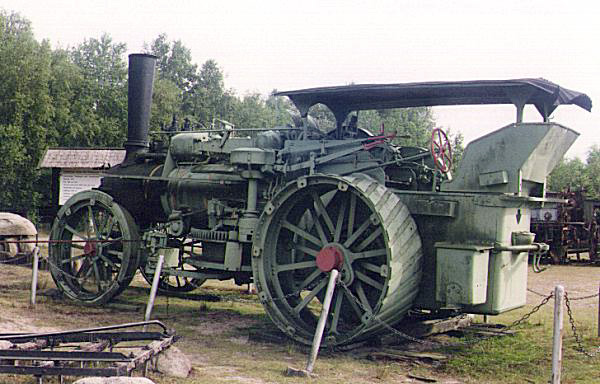
Selbstfahrende Lokomobile (Zugmaschine), eine sogenannte Pfluglokomotive

Zugmaschine oder Dampfzugmaschine bezeichnet eine selbstfahrende Lokomobile. Mit Dampfzugmaschinen wurden u. a. Personen und Güter auf mehreren Anhängewagen über Straßen und Wege gezogen.

## Typen von Zugmaschinen

### Dampfstraßenlokomotive

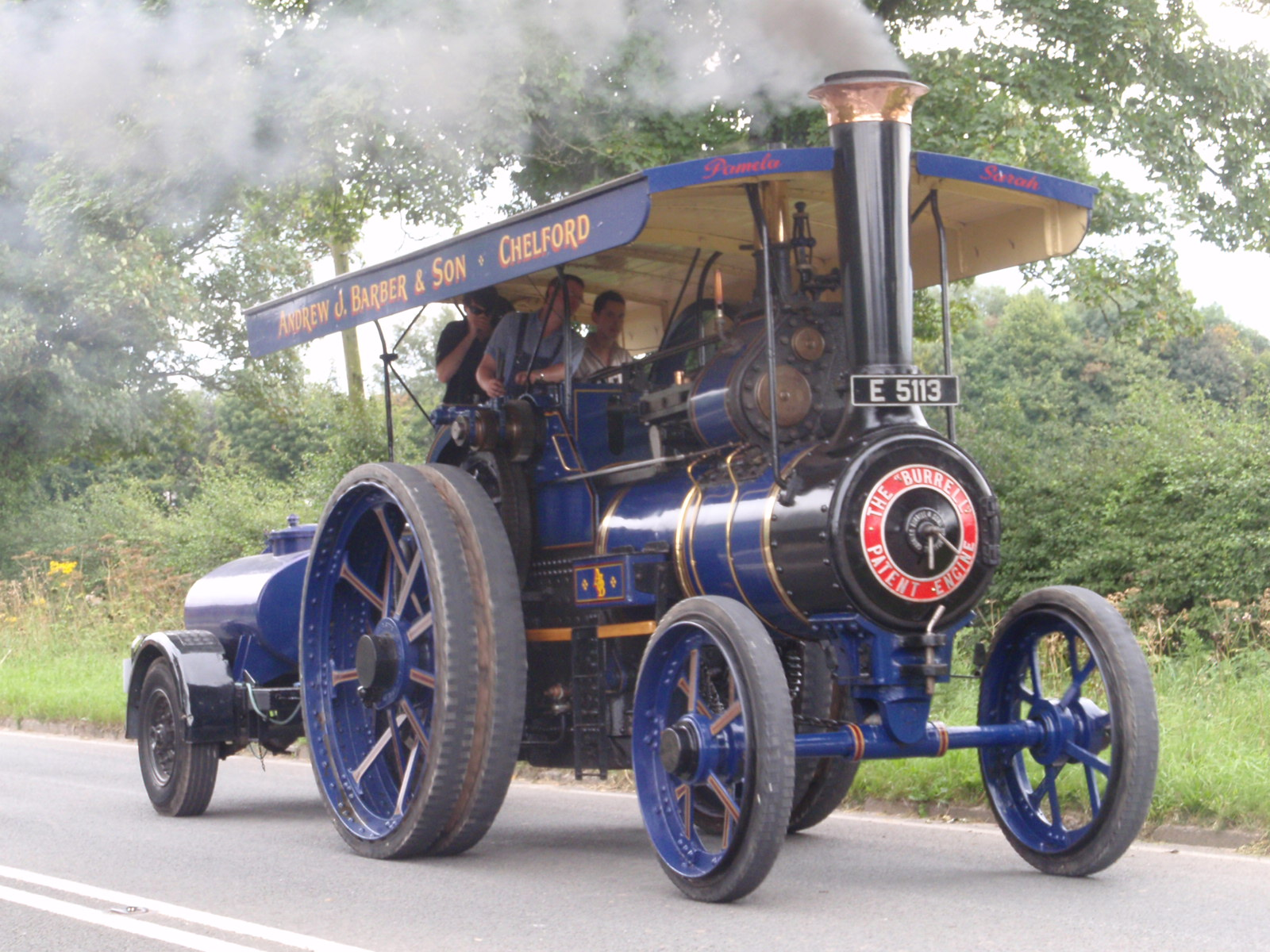
Eine englische Dampfstraßenlokomotive in Betrieb

Dampfstraßenlokomotiven sind Dampfzugmaschinen, die für den Straßenverkehr bestimmt sind. Normalerweise haben sie sehr große hintere Antriebsräder mit Vollgummireifen, ein Dreiganggetriebe, eine Hinterradaufhängung und große Wassertanks, um eine größere Reichweite zwischen den zum Nachfüllen von Wasser erforderlichen Stopps zu ermöglichen.

### Dampftraktor

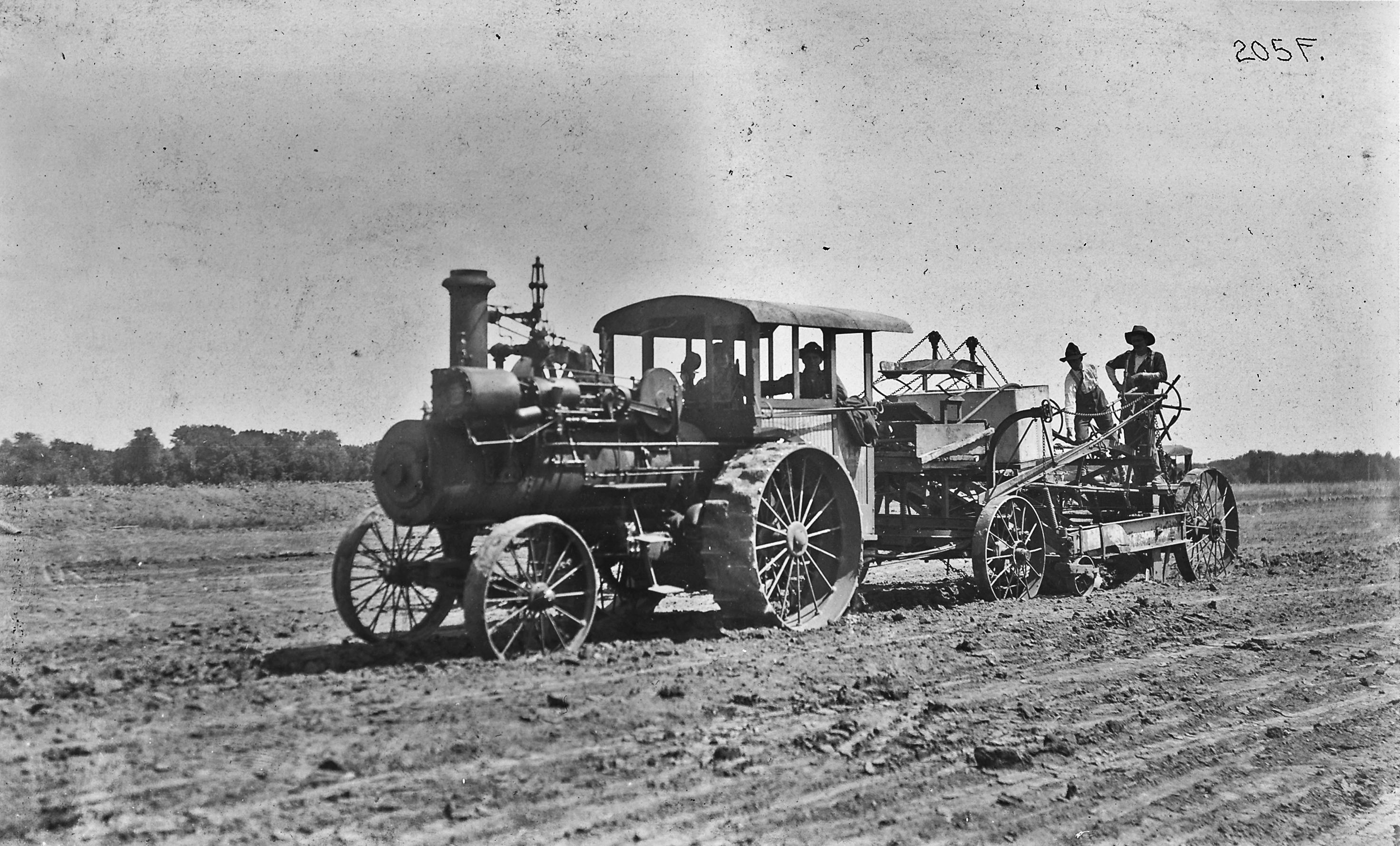
Dampftraktor im Einsatz in den USA (1904)

Ein Dampftraktor ist eine Dampfzugmaschine, die speziell für die Landwirtschaft und dort insbesondere für die Arbeit auf dem Feld zwischen etwa 1860 und 1930 gebaut wurde.

### Dampfwalze
Dampfwalzen sind Walzen für den Tief- und Straßenbau, die durch Dampfkraft mittels einer Dampfmaschine angetrieben sind. Sie besorgen das statische Verdichten der Straßendecke unmittelbar nach deren Einbau durch die Last des Fahrzeugs.

### Eislokomotive
Eislokomotiven waren Dampfzugmaschinen, die ab 1861 für den Verkehr auf zugefrorenen Flüssen und Seen entwickelt wurden.

### Pfluglokomotive
Die Pfluglokomotive (ursprgl. Pfluglocomotive) oder Dampfpfluglokomotive bezeichnet nur die betriebsfertige Lokomobile (Dampfmaschine), das Fahrzeug ohne den Pflug und das weitere erforderliche Zubehör. Es funktioniert so, dass mittels eines Stahlseiles ein Kipp-Pflug über den Acker gezogen wurde. Bei der Moorkultivierung wurden mehrfach Pfluglokomotiven (oder auch Lokomobile) beim Einsatz großer Moorpflüge eingesetzt.
Oft wurde und wird die Pfluglokomotive auch als Dampfpflug bezeichnet, was aber nicht ganz richtig ist, denn der Begriff Dampfpflug bezeichnete ursprünglich den gesamten Maschinensatz, bestehend aus den Maschinen, Wasserwagen, Mannschaftswagen, Pumpenkarren und Pflug.
Mit der vorschreitenden Mechanisierung der Landwirtschaft verloren dampfbetriebene Maschinen an Bedeutung, da Verbrennungsmotoren zunehmend brauchbar wurden. Im Bereich der Pflüge wurde Anfang der 1900er-Jahre der Tragpflug für die Landwirtschaft entwickelt, etwa ab den 1920er Jahren wurden Trecker zum Pflügen genutzt.